# Ramón Soler
Ramón Soler, que usó el pseudónimo de El Bachiller Cantaclaro (primera mitad del siglo XIX; en la segunda y primera del XX lo usó Ubaldo Romero Quiñones), militar y escritor español del Romanticismo, que no debe ser confundido con su cuasihomónimo y contemporáneo, el también escritor Ramón López Soler.

## Biografía
Poco se conoce sobre él. Fue un militar que alcanzó el grado de coronel, quizá más, y escribió algunos libros sobre milicia en la década de los cuarenta del siglo XIX; de literatura, bajo el pseudónimo de "Bachiller Cantaclaro" y bajo el suyo de Ramón Soler publicó varios más, un Curso completo de gramática parda: dividido en quince lecciones, en las que se dan reglas fijas para que cualquiera pueda vivir sin tener necesidad de trabajar Madrid, Impr. de Tomás Jordán, septiembre de 1833, donde satirizó la ociosidad de la burguesía española desde una perspectiva costumbrista; en quince lecciones enseña a vivir del cuento a cuerpo de rey sin tener ningún gasto ni trabajar en cosa alguna, solamente valiéndose de las artes de la retórica. Escribió otras obras costumbristas, por ejemplo la misógina Lo que son ellas. Carta escrita a un galán primerizo (Barcelona, 1831), lo que suscitó la contestación de Francisco de Paula Mellado en Lo que son ellas: carta dirijida a don Ramon Soler en contestacion á la que ha escrito á un Galan primerizo, y en defensa del bello sexo... (Madrid, 1832). También se acercó al género de la novela histórica con Adela y Matilde o Los cinco últimos años de la dominación española en el Perú (Madrid, 1843). Tuvo por discípulo al escritor Estanislao Roger, quien en su obra La cárcel (Madrid, 1834) expone y comenta a su maestro una serie de abusos que encuentra en la vida pública. 
La crítica social del costumbrismo de Soler se ejerce sobre tipos no individualizados, sino universales, y tiene mucho cuidado en ejuiciar los empleos, no a las personas que los desempeñan.

## Obras
- ¿Hay cosa peor que ellos y ellas? Carta escrita al Galán primerizo, vindicando la titulada Lo que son ellas Madrid D. Tomás Jordán 1830.
- Lo que son ellas. Carta escrita a un galán primerizo, Barcelona, Librería de Saurí y Comp., 1831, reimpresa como Lo que son ellas. Lo que es la mía, Barcelona 1831.
- Lo que es la preocupación. Carta escrita a un forastero de la Corte por un paisano, Barcelona, 1830.
- Sermón burlesco, alegre y divertido pronunciado en la catedra de la pestilencia y dedicado a la pública salud, alegría y tranquilidad por el bachiller Cantaclaro, Madrid, Imprenta de J. Marés, 1849.
- La Fortuna y la Salud: regalos fáciles y sencillos para poder conservar siempre estos dos elementos de la vida. Madrid, 1834.
- Calendario militar, ilustrado, histórico y noticioso para el Año de 1845, Madrid, 1844.
- El amigo del soldado, ó Enciclopedia de instruccion primaria militar para los alumnos de las escuelas de tropa, en los cuerpos del ejército por Ramon Soler Madrid, Establecimiento tipográfico militar, 1848.
- Cartas a Don Norberto sobre las costumbres y modas de la Corte, etc.
- Bajo el pseudónimo de "Bachiller Cantaclaro", Curso completo de gramática parda: dividido en quince lecciones, en las que se dan reglas fijas para que cualquiera pueda vivir sin tener necesidad de trabajar Madrid, Impr. de Tomás Jordán, septiembre de 1833.
- Adela y Matilde o Los cinco últimos años de la dominación española en el Perú. Madrid: Imprenta del Boletín del Ejército, 1843.
- Los literatos de ogaño: carta escrita á un principiante en la carrera de las letras por Ramon Soler Madrid: Imprenta que fue de Fuentenebro, 1833.